# Agfa Click
Agfa Click ist der Name der letzten Agfa-Rollfilmkamera im Format 6 cm × 6 cm mit 120er Rollfilm.
Die Click war die letzte Rollfilmkamera in der Reihe von den Rietzschel-Vorgängern über die Standards, die Billys, die Boxen und Records bis zu den Isoletten. Dabei wurden aus Laufbodenkameras Klappkameras, Boxen und schließlich solche mit festem Tubus. Die Kamera Clack bildete eine Zwischenform von der Box zur Click. Nicht nur beim technischen Aufbau gab es Veränderungen. Holz, Metall und Leder wurden bei der Click durch Kunststoff ersetzt. Nur noch wenige mechanische Teile waren aus Metall.
Die Click kostete 16,50 DM, der Clibo-Blitz (für Blitzbirnchen) 9,50 DM, sein Name stand für „Click Box“. Das kleinere Bildformat machte die Kamera kleiner, der Nachteil, nun keine Kontaktkopien in akzeptabler Größe mehr erstellen zu können, spielte inzwischen keine Rolle mehr. Die Click geriet zu einem nochmals größeren Erfolg als die Clack und blieb dadurch noch bis 1970 im Programm. Zu diesem Zeitpunkt war sie aber längst veraltet, inzwischen benutzten Einsteigerkameras den Instamatic-Film vom Typ 126.

## Unterscheidungsmerkmale
Der Sucher hat entweder einen geraden Fuß (Sucher 1) oder ist eingekragt (Sucher 2).

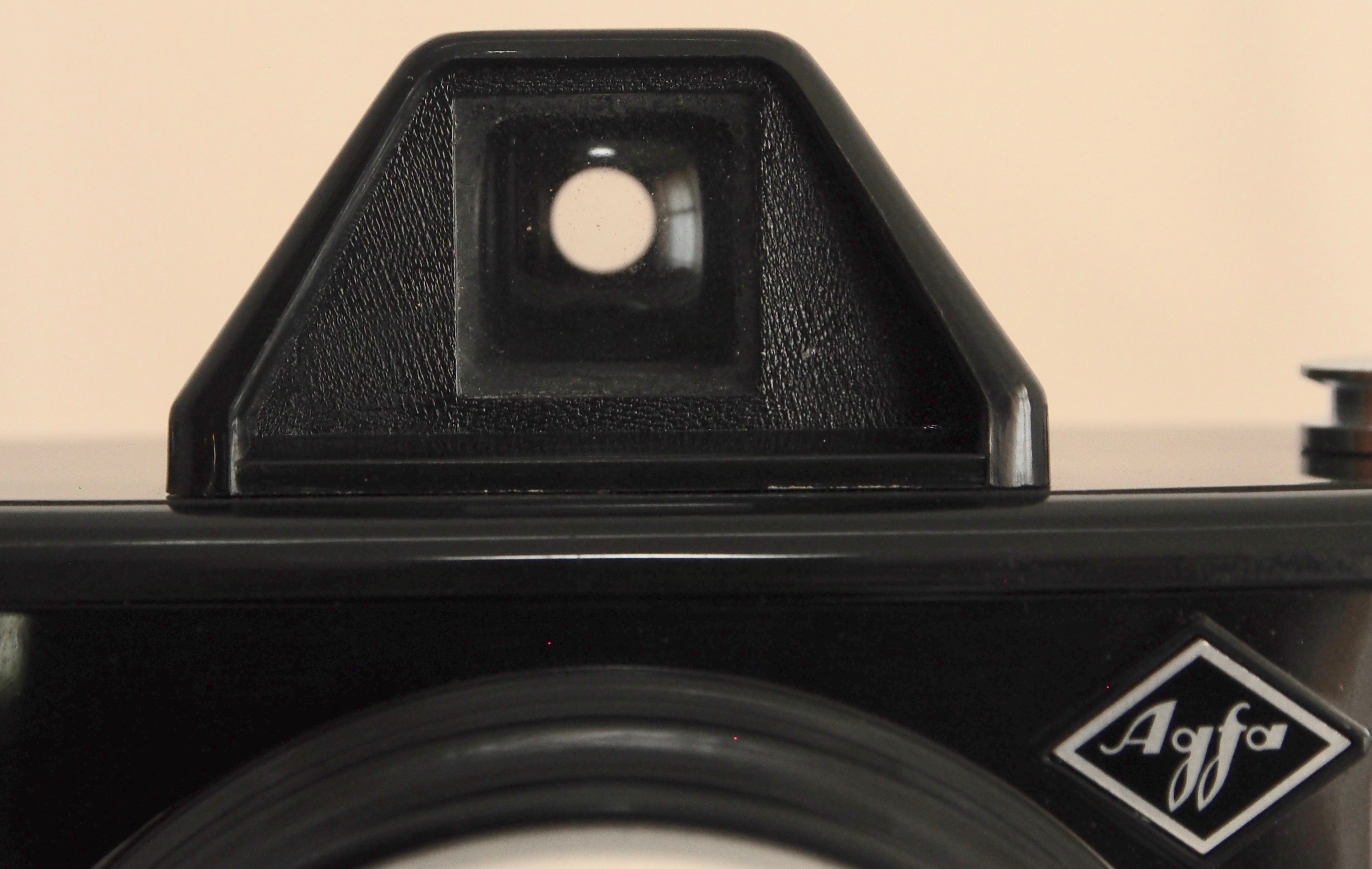
Sucher 1

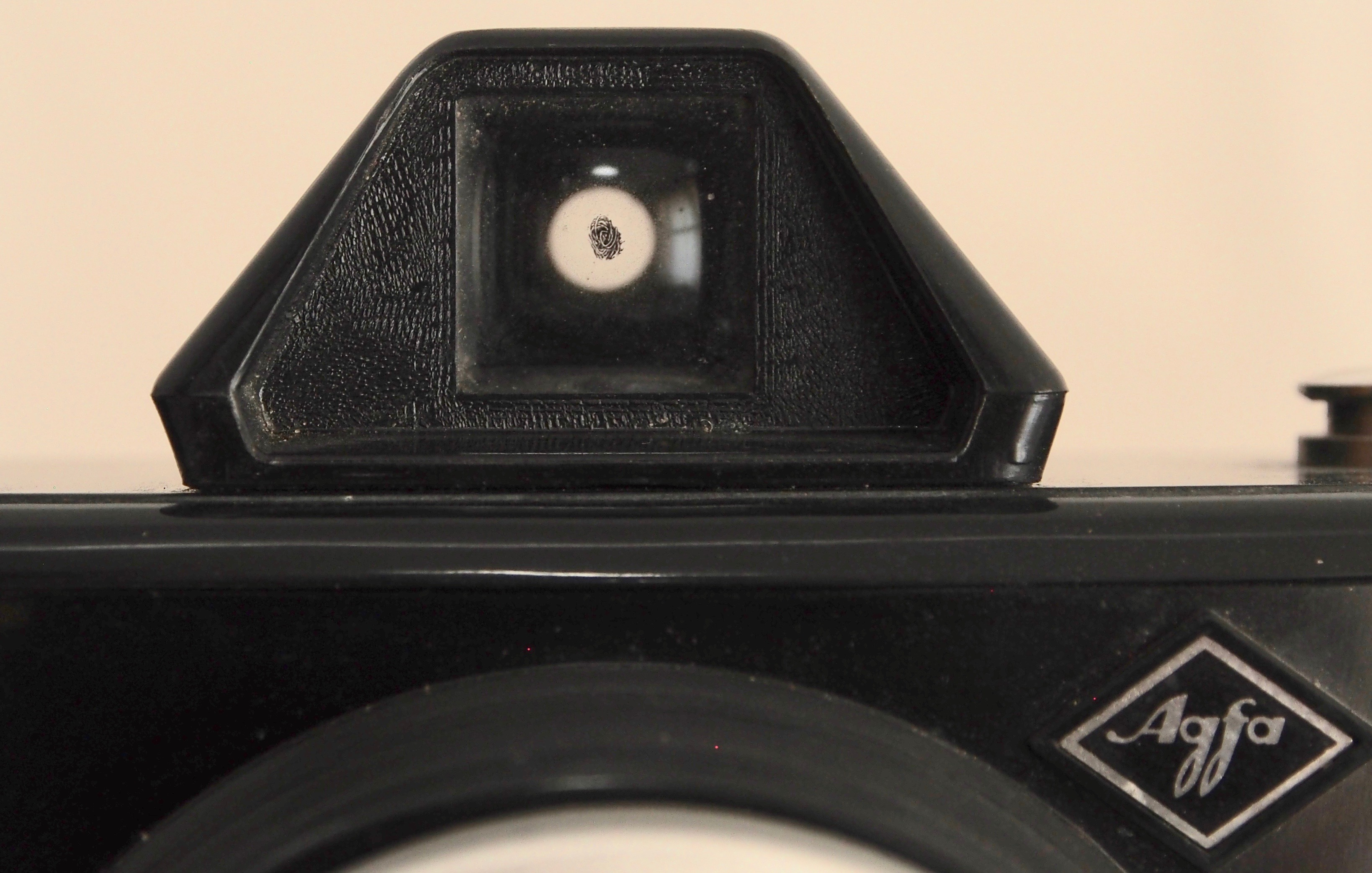
Sucher 2

### Oberfläche
|  |  |  |  |
|  |  |  |  |

### Verschluss
Einfachverschluss mit nur einer Belichtungszeit, keine B-Einstellung, kein Drahtauslöseranschluss möglich.

### Blende
|  |  |  |  |
|  |  |  |  |

### Made in ...
|  |  |  |  |  |
|  |  |  |  |  |

### Verschlussmechanismus
a) ist von vorne durch die Frontlinse einsehbar

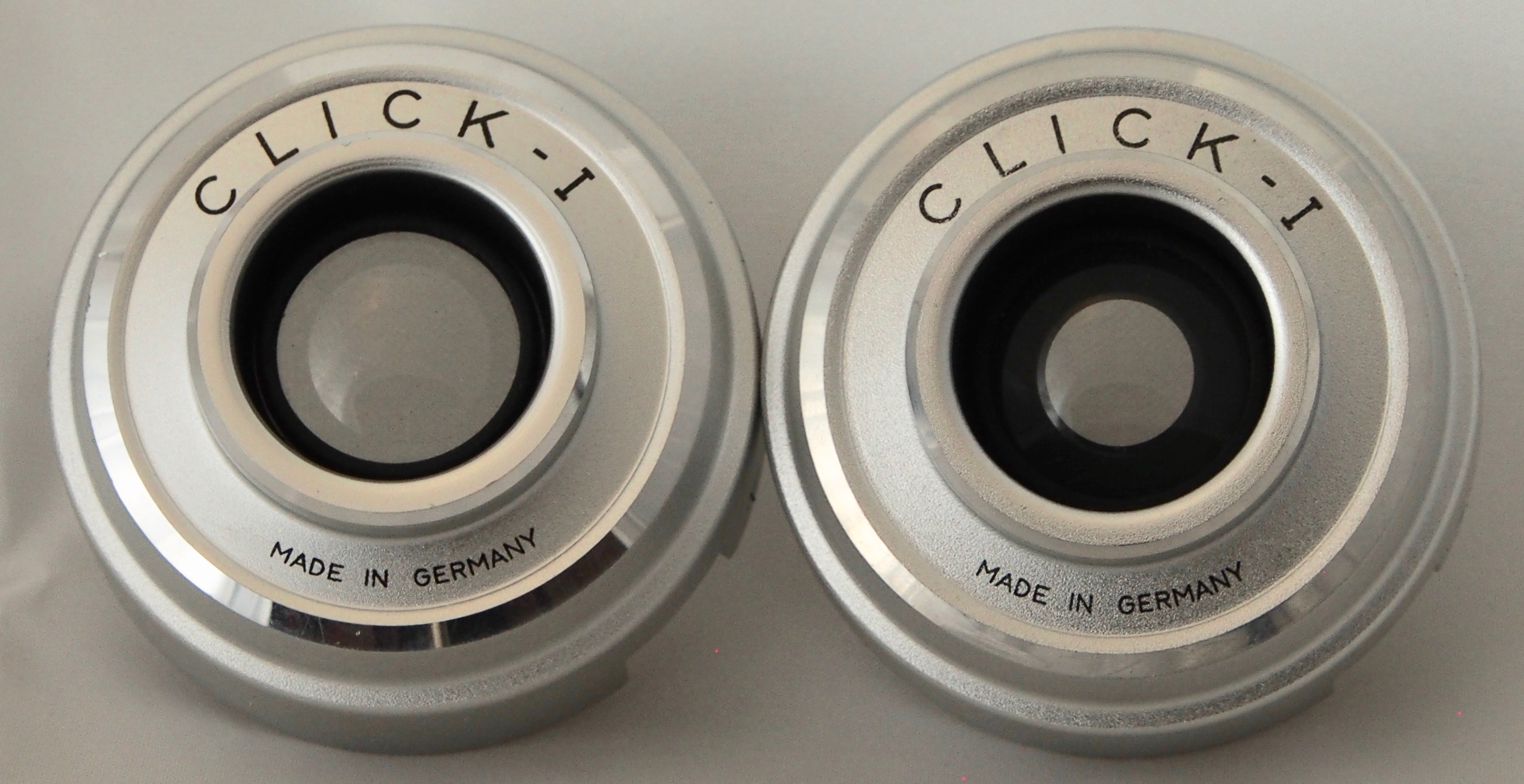

b) ist verdeckt (bei 1292 und 1310)

### Blitzanschluss
Für die Agfa Click mit ihrem speziellen Blitzanschluss benötigt man den Clibo-Blitzer. Der kann auch bei der Synchro-Box benutzt werden (Cli=Click, bo=Box).
In Indien bot Agfa einen eigens dort hergestellten Blitz mit Clibo-Fuß: Agfa A-1.

|  |  |

### Filmbühne
Die Filmbühne ist gewölbt. Dadurch wird die Randzeichnung der einfachen Objektive verbessert (wie bei den Isoly-Kameras).

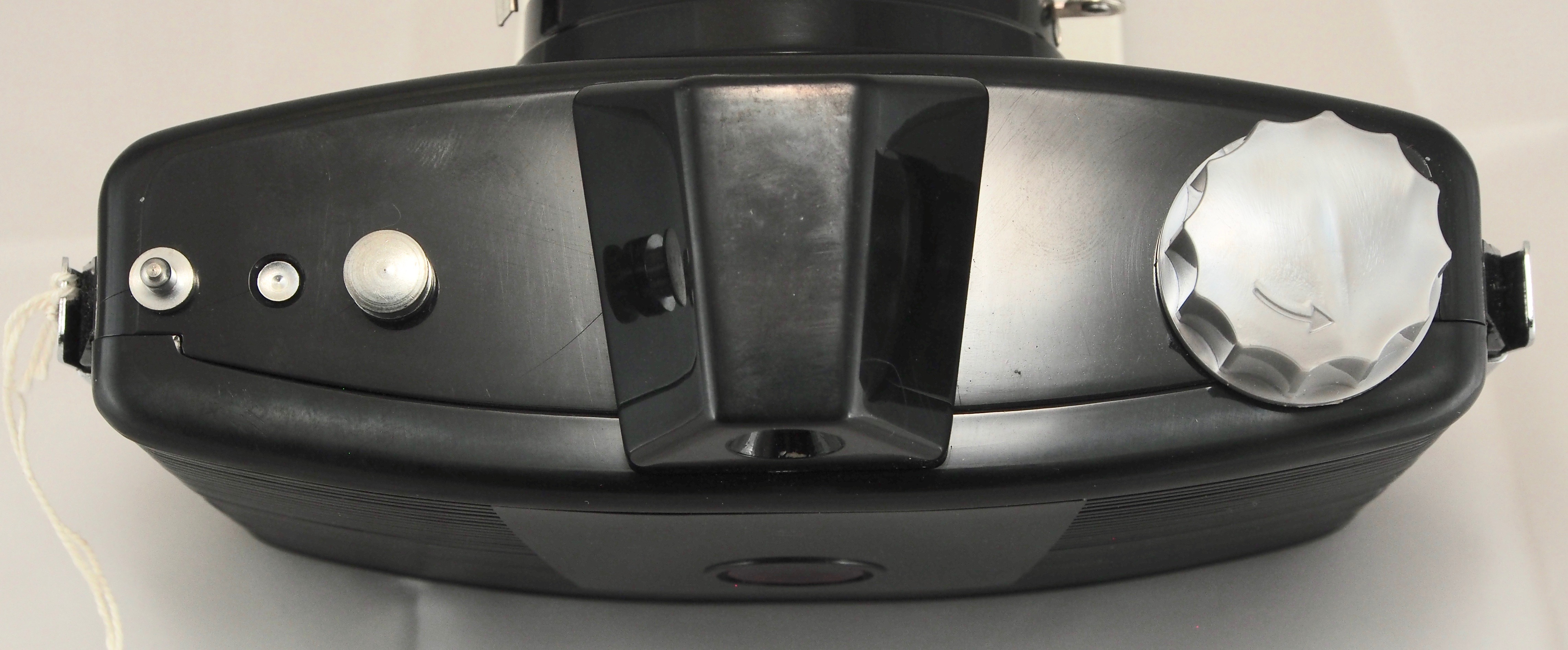

### Rückwand
Die Rückwand wird von 2 Federn gehalten und ist ganz abnehmbar.

### Gewichte
Die Gewichte sind verschieden. Es zeigen sich zwei Bereiche: um 175 Gramm, um 265 Gramm. Scheinbar baute Agfa in manche Modelle Gewichte ein, um die Kamera schwerer und damit wertiger zu machen. Bis dahin waren Kameras vor allem aus Metall gewesen. Der fast vollständige Einsatz von Kunststoff hatte eine deutliche Gewichtssenkung mit sich gebracht. Die 185 Gramm der Click IV erklären sich durch den Zubehörschuh aus Metall.

### Zubehör
- Kunststofftasche hellbraun mit beigem Rand oben, Agfa-Nummer 6047, „1-59“ unter der Lasche
- Kunststofftasche braun mit dunkelbraunem Rand oben, Agfa-Nummer 6047
- Ledertasche braun, ohne Nummer, Oberteil 2 Nieten, wohl Made in France
- Ledertasche braun, ohne Nummer Oberteil 4 Nieten, wohl Made in India
- Ledertasche schwarz, ohne Nummer, Oberteil 4 Nieten, wohl Made in India
- Kunststofftasche ocker, ohne Nummer, Ledernarbung, wohl Made in India
- Cliboblitz, Agfa-Nummer 6864
- Cliboblitz, Agfa-Nummer 6865, ohne Kunststofftasche, OVP blau
- Cliboblitz, Agfa-Nummer 6865, mit Kunststofftasche, OVP rot
- Kunststofftasche zum Cliboblitz, Agfa-Nummer 6074
- A-1 Flash Gun, Made in India
- Sonnenblende, Steckanschluss, 30 mm, Agfa-Nummern 6300 und 6310
- Vorsatzlinse 1–2m, für Nahaufnahmen, Agfa-Nummer 9574
- Vorsatzlinse 1–2,5m, für Porträts, Steckanschluss, 30 mm, Agfa-Nummern 6701 und 6702
- Gelbfilter, Steckanschluss, 30 mm, Agfa-Nummer 9110

## Modellübersicht
Die Kadlubek-Nummer bezieht sich auf KADLUBEKS KAMERA-KATALOG, 5. erweiterte und aktualisierte Auflage 2004; bei einigen Variationen wurde „V“ und „W“ angehängt.
Von Günther Kadlubek und Rudolf Hillebrand aus der Edition PhotoDeal
| Name      | Agfa- Nummer | Kadlubek- Nummer | Jahr | Objektiv               | Sucher    | Oberfläche          | Blende/ Filter           | Made in...               | Verschlussmechanismus | Gewicht | Bild |
| --------- | ------------ | ---------------- | ---- | ---------------------- | --------- | ------------------- | ------------------------ | ------------------------ | --------------------- | ------- | ---- |
| Click I   | 0641/100     | AGF1290          | 1958 | Meniskus f/11 72,5 mm  | senkrecht | waagrechte Streifen | Gelbfilter               | Germany unter Frontlinse | sichtbar              | 175 g   |      |
| Click I   | dto          | AGF1291          | 1958 | Meniskus f/11 72,5 mm  | gekragt   | genarbt             | Gelbfilter               | France um Stativgewinde  | sichtbar              | 269 g   |      |
| Click I   | dto          | AGF1292          | 1958 | Meniskus f/11 72,5 mm  | senkrecht | waagrechte Streifen | Gelbfilter               | Germany unter Frontlinse | abgedeckt             | 176 g   |      |
| Click I   | dto          | AGF1293          | 1958 | Meniskus f/11 72,5 mm  | gekragt   | waagrechte Streifen | Gelbfilter               | Germany unter Frontlinse | sichtbar              | 175 g   |      |
| Click II  | 0642/000     | AGF1300          | 1959 | Achromat f/8,8 72,5 mm | senkrecht | Leder schwarz       | Portraitlinse            | Germany am Frontring     | sichtbar              | 178 g   |      |
| Click II  | dto          | AGF1300V         | 1959 | Achromat f/8,8 72,5 mm | senkrecht | Leder schwarz       | Portraitlinse            | kein MiGermany           | sichtbar              | 178 g   |      |
| Click II  | dto          | AGF1301          | 1959 | Achromat f/8,8 72,5 mm | gekragt   | Leder schwarz       | Portraitlinse            | Germany am Frontring     | sichtbar              | 263 g   |      |
| Click II  | dto          | AGF1301V         | 1959 | Achromat f/8,8 72,5 mm | gekragt   | Leder schwarz       | Portr-linse + Gelbfilter | Germany am Frontring     | sichtbar              | 265 g   |      |
| Click II  | dto          | AGF1301W         | 1959 | Achromat f/8,8 72,5 mm | gekragt   | Leder grau          | Portr-linse + Gelbfilter | Germany am Frontring     | sichtbar              | 264 g   |      |
| Click III | 0643/000     | AGF1310          | 1959 | Achromat f/8,8 72,5 mm | gekragt   | genarbt             | Gelbfilter               | India - Einkleber        | abgedeckt             | 173 g   |      |
| Click IV  | 0644/000     | AGF1320          | 1960 | Achromat f/8,8 72,5 mm | gekragt   | waagrechte Streifen | 3 Blenden                | India                    | sichtbar              | 185 g   |      |